# Kangaarsuk (Insel, Upernavik)
Kangaarsuk (nach alter Rechtschreibung Kangârssuk; „hervorstehende Halbinsel“) ist eine grönländische Insel im Distrikt Upernavik in der Avannaata Kommunia.

## Geografie
Kangaarsuk liegt südlich der Insel Tasiusaq bzw. deren Nebeninsel Simiutaq. Nordwestlich liegt Illunnguit, südwestlich Qaarsorsuatsiaq und südöstlich Ateqanngitsorsuaq. Die höchste Erhebung ist ein unbenannter Gipfel mit einer Höhe von 170 Metern.